# Nephus quadrimaculatus
Nephus quadrimaculatus је мали инсект је из реда тврдокрилаца (Coleoptera) и породице бубамара.

## Опис
Nephus quadrimaculatus има покрилца тамносмеђа до црна, са два пара оранжцрвених мрља, при чему су предње веће од задњих. Ноге и антене су жутосмеђе, а пронотум исте боје као и покрилца. Тело јој је дугачко 1,5–2 mm.

## Распрострањење
Врста је присутна у већем делу Европе. О распрострањењу у Србији се не може рећи много због малобројности налаза.